# Rosario Martínez Marín
María Rosario Martínez Marín (Santiago, 18 de agosto de 1983) es una socióloga y política chilena. Entre octubre de 2020 y octubre de 2022, se desempeñó como directora nacional del Servicio Nacional de Menores (Sename), durante los gobiernos de los presidentes Sebastián Piñera y Gabriel Boric.

## Familia y estudios
Nació en Santiago de Chile el 18 de agosto de 1983, hija de José Alejandro Martínez Sepúlveda y Rosa Paulina Marín Zambrano. Realizó sus estudios superiores en la carrera de sociología de la Pontificia Universidad Católica (PUC), y luego cursó un magíster en economía y políticas públicas en la Escuela de Gobierno de la Universidad Adolfo Ibáñez.

## Carrera profesional y política
Ha ejercido su profesión en el sector público, como experta en el diseño, implementación y evaluación de políticas públicas basadas en la evidencia, en áreas como la prevención de delitos y reinserción social de niños, niñas y adolescentes, así como también, la prevención de violencia contra la mujer e implementación de herramientas tecnológicas para la coordinación intersectorial.
Militante del partido Renovación Nacional (RN), el 19 de octubre de 2020, mediante un previo concurso de Alta Dirección Pública (ADP), fue nombrada por el presidente Sebastián Piñera como directora nacional del Servicio Nacional de Menores (Sename), siendo la primera persona en asumir de esa forma la titularidad del organismo dependiente del Ministerio de Justicia y Derechos Humanos. Durante su gestión, fue creado el Servicio Nacional de Protección Especializada a la Niñez y Adolescencia (también conocido como «Mejor Niñez»), entidad encargada de velar por la protección y cuidado de niños, niñas y adolescentes vulnerados en sus derechos, así como también, al interior del Sename, fue creada la «Unidad de Derechos Humanos», así como también, fue elaborada la primera política LGBTIQ+, la cual se llevará a cabo en todo el país. Por otra parte, el 18 de noviembre de 2020, funcionarios de Carabineros dispararon contra dos menores de 17 y 14 años, en una de las residencias del Sename en Talcahuano; situación que produjo la renuncia del general director de Carabineros, Mario Rozas.
El 11 de marzo de 2022, con el fin de la administración del presidente Piñera y la consiguiente asunción de Gabriel Boric a la presidencia de la República, continuó ocupando el cargo, hasta el 1 de octubre de ese año, fecha en que presentó su renuncia «no voluntaria» al puesto gubernamental, debido a diferencias con el gobierno de Boric por su militancia política.